# The Sixteen
The Sixteen es un coro británico especializado en música renacentista y barroca fundado por Harry Christophers en 1977. Son conocidos sobre todo por sus interpretaciones de polifonía de compositores ingleses.

## Historia
El coro fue fundado por Harry Christophers en 1977. 
Sus componentes proceden en su mayoría de los coros de la Universidad de Oxford y Universidad de Cambridge. El coro tiene su propia orquesta, llamada The Symphony of Harmony and Invention y, en ocasiones, también The Sixteen Orchestra.
Desde el año 2001, el grupo posee su propia compañía discográfica llamada Coro, con la que lanzan sus nuevos discos y reeditan sus antiguas grabaciones procedentes del desaparecido sello Collins Classics.
The Sixteen aparece regularmente en una serie de televisión de la BBC, llamada Sacred Music.

## Discografía selecta
Las grabaciones de la lista siguiente se han ordenado por la fecha en que de su primera publicación o grabación, pero aparecen las ediciones más modernas que se pueden encontrar a esta fecha en CD.
- 1982 – Fayrfax: Missa Albanus & Aeternae laudis lilium (Hyperion CDA66073)
- 1984 – Taverner: Missa Gloria tibi Trinitas (Hyperion CDH55052)
- 1986 – Monteverdi: Mass In illo tempore / Mass for four voices (Hyperion CDH55145)
- 1987 – Christmas Music from Medieval and Renaissance Europe (Hyperion CDA66263)
- 1987 – Handel: Messiah (Hyperion CDD22019)
- 1988 – Sheppard: Church Music, vol. 1 (Hyperion CDA66259)
- 1988 – Sheppard: Church Music, vol. 2 (Hyperion CDA66418)
- 1988 – Sheppard: Church Music, vol. 3 (Hyperion CDA66570)
- 1988 – Sheppard: Church Music, vol. 4 (Hyperion CDA66603)
- 1988 – Taverner: Missa O Michael (Hyperion CDH55054)
- 1988 – Mundy: Cathedral Music (Hyperion CDH55086)
- 1988 – Monteverdi: Vespers for the feast of Santa Barbara (Hyperion CDD22028)
- 1988 – Handel: Anthems 1-3 (Chandos 8600)
- 1989 – Handel: Anthems 4-6 (Chandos 0504)
- 1989 – Handel: Anthems 7-9 (Chandos 0505)
- 1989 – Handel: Anthems 10-11 (Chandos 0509)
- 1989 – Taverner: Missa Corona Spinea (Hyperion CDH55051)
- 1989 – Byrd: Mass for Five Voices. Edición más moderna en CD en la recopilación: Byrd: Masses for 4 & 5 Voices
- 1990 – Byrd: Mass for Four Voices. Edición más moderna en CD en la recopilación: Byrd: Masses for 4 & 5 Voices
- 1990 – Tallis: Sacred Choral Works. Spem in Alium, Lamentations of Jeremiah, etc (Chandos 0513)
- 1990 – Taverner: Missa Sancti Wilhelmi (Hyperion CDH55055)
- 1990 – J.S. Bach: St. John Passion (Chandos 1507/8)
- 1990 – Poulenc: Figure Humaine. Edición más moderna en CD en la recopilación: Poulenc: Choral Works
- 1990 – J.S. Bach: The Six Motets (Hyperion CDA66369)
- 1990 – Allegri: Miserere / Palestrina: Missa Papae Marcelli (Coro COR16014)
- 1990 – 20th Century Christmas Collection. Reeditado como Hodie: An English Christmas Collection. Obras de Walton, Tavener, Maxwell Davies, Leighton, Fricker, Rubbra, Britten, Howells, Hayward, Warlock, Gardner (Coro COR16004)
- 1991 – Handel: Dixit Dominus (Chandos 0517)
- 1991 – Victoria: Tenebrae Responsories (Virgin Classics 5612212)
- 1991 – Taverner: Mass The Western Wynde (Hyperion CDH55056)
- 1991 – The Rose & the Ostrich Feather. Music from the Eton Choirbook, Vol. I (Coro COR16026)
- 1991 – Handel: Alexander's Feast (Coro COR16028)
- 1991 – A Traditional Christmas Carol Collection (Coro COR16043)
- 1991 – Purcell: The Fairy Queen. The Sixteen Choir & Orchestra (Coro COR16005)
- 1992 – Barber: Agnus Dei. An American Collection. Obras de Barber, Fine, Copland, Reich, del Tredici, Bernstein (Coro COR16031)
- 1992 – Vivaldi: Gloria / J.S. Bach: Magnificat in D (Coro COR16042). The Sixteen junto con The Symphony of Harmony and Invention.
- 1992 – J.S. Bach: Cantatas 34, 50, 147 (Coro COR16039)
- 1992 – Britten Choral Works I: Blest Cecilia (Coro COR16006)
- 1992 – Lassus: Missa Bell' Ammfitrit' Altera. Collins Classics 13602)
- 1992 – Texeira: Te Deum (Coro COR16009)
- 1992 – The Crown of Thorns. Music from the Eton Choirbook, Vol. II (Coro COR16012)
- 1992 – The Pillars of Eternity. Music from the Eton Choirbook, Vol. III (Coro COR16022)
- 1993 – The Flower of All Virginity. Music from the Eton Choirbook, Vol. IV (Coro COR16018)
- 1993 – J.S. Bach: Christmas Oratorio (Coro COR16017)
- 1993 – Poulenc: Mass in G. Edición más moderna en CD en la recopilación: Poulenc:7 Choral Works
- 1993 – Taverner: Missa Mater Christi sanctissima (Hyperion CDH55053)
- 1993 – Handel: Israel in Egypt (Coro COR16011)
- 1993 – Britten: Choral Works II: A Ceremony of Carols (Coro COR16034)
- 1993 – Britten: Choral Works III: Fen and Meadow (Coro COR16038)
- 1993 – A Renaissance Anthology. Allegri, Lotto, Palestrina, Lassus, Caldara, Frescobaldi, Gabrieli, Cavalli, Monteverdi. Collins Classics 70212)
- 1994 – J.S. Bach: Mass in B minor (Coro COR16044)
- 1994 – Cardoso / Lobo: Renaissance Portugal. Sacred Music of Cardoso and Lobo (Coro COR16032)
- 1994 – John Tavener: Ikon of Light (Coro COR16015)
- 1994 – Purcell: Love's Goddess Sure was Blind (Coro COR16024)
- 1995 – The Voices of Angels. Music from the Eton Choirbook, Vol. V (Coro COR16002)
- 1995 – A la Gloire de Dieu. Stravinsky, Poulenc, Tippett, Ives (Coro COR16013)
- 1996 – Handel: Esther (Coro COR16019)
- 1996 – Diogo Dias Melgás / João Lourenço Rebelo: Sacred Music from Seventeenth Century Portugal. Reeditado como A Golden Age of Portuguese Music (Coro COR16020)
- 1996 – Frank Martin: Mass for Double Choir (Coro COR16029)
- 1996 – Early English Christmas Collection. Reeditado como Christus Natus Est – An Early English Christmas. Obras de Anon, Byrd, Ravenscroft, Pygott, Sheppard (Coro COR16027)
- 1996 – La Jeune France. Jolivet, Messiaen, Daniel-Lesur (Coro COR16023)
- 1997 – Victoria: Devotion to Our Lady Vol. I (Coro COR16035)
- 1997 – Handel: Samson (Coro COR16008)
- 1997 – Carver: Mass Dum sacrum mysterium / Magnificat / O bone Jesu (Coro COR16051)
- 1997 – Domenico Scarlatti: Iste Confessor. Stabat Mater, Iste Confessor, Missa Breve "La Stella" (Coro COR16003)
- 1998 – Handel: Delirio Amoroso. Italian Secular Cantatas (Coro COR16030)
- 1998 – Victoria: The Mystery of the Cross Vol. II (Coro COR16021)
- 1998 – Victoria: The Call of the Beloved Vol. III (Coro COR16007)
- 1998 – Philip & Mary. A Marriage of England & Spain (Coro COR16037)
- 1998 – Schütz: Musikalische Exequien / Magnificat (Coro COR16036)
- 2000 – A Choral Pilgrimage. The Glories of Tudor Church Music. Byrd, Sheppard, Taverner, William Mundy, Thomas Tallis, Browne (Linn CKD118)
- 2000 – Bach, Schütz: In Honore J.S. Bach (Linn CKD148)
- 2001 – Buxtehude: Membra Jesu Nostri (Linn CKD141)
- 2001 – The Flowering of Genius. Guerrero, Tallis, Byrd, Victoria (Coro COR16001 )
- 2003 – Tallis: Spem in alium. Music for Monarchs and Magnates (Coro CORSACD16016)
- 2003 – An Eternal Harmony. Obras de Robert Carver, James MacMillan, Robert Ramsey y William Cornysh (Coro COR16010)
- 2004 – Handel: Heroes and Heroines. "The Symphony of Harmony and Invention" (Coro COR16025)
- 2005 – Victoria: Requiem (Coro CORSACD16033)
- 2005 – Renaissance. Music For Inner Peace (Decca UCJ9870128)
- 2006 – Ikon. Music For The Spirit & Soul (Decca)
- 2006 – Handel: Fedel e Costante. Handel Italian Cantatas. Elin Manahan Thomas junto con miembros de "The Symphony of Harmony and Invention" (Coro COR16045)
- 2006 – Venetian Treasures. Obras de Gabrieli, Caldara, Monteverdi, Cavalli (Coro COR16053)
- 2006 – The King's Musick. Music from the Chapel Royal. Obras de Cooke, Humfrey, Blow (Coro COR16041)
- 2007 – Padilla: Streams of Tears (Coro COR16059)
- 2007 – Music from the Sistine Chapel. Allegri, Anerio, Palestrina, Marenzio (Coro COR16047)
- 2007 – Brahms: Ein Deutsches Requiem (Coro COR16050)
- 2007 – Fauré: Requiem. The Sixteen junto con la Academy of Saint Martin in the Fields (Coro COR16057)
- 2007 – Treasures of Tudor England. Obras de Parsons, White, Tye (Coro COR16056)
- 2007 – Into the Light. Con Kaori Muraji (guitarrista) (Decca DCCMGB3D0)
- 2008 – Handel: Messiah (Coro COR16062)
- 2008 – A mother's love. Music for Mary (Decca UCJ 476 6295)

Recopilaciones
- 1994 – Handel: Chandos Anthems (Complete) (Chandos 0554-7). Es una caja que incluye los siguientes discos: 
  - 1988 – Handel: Anthems 1-3
  - 1989 – Handel: Anthems 4-6
  - 1989 – Handel: Anthems 7-9
  - 1989 – Handel: Anthems 10-11
- 2002 – Byrd: Masses for 4 & 5 Voices (Virgin Classics 5620132). Es una caja que incluye los siguientes discos: 
  - 1989 – Byrd: Mass for Five Voices
  - 1990 – Byrd: Mass for Four Voices
- 2004 – Poulenc: Choral Works (Virgin Classics 5624312). Es una caja que incluye los siguientes discos: 
  - 1990 – Poulenc: Figure Humaine
  - 1993 – Poulenc: Mass in G
- 2007 – The Christmas Collection (Coro COR16054). Es una caja que incluye los siguientes discos: 
  - 1990 – 20th Century Christmas Collection. Reeditado como Hodie: An English Christmas Collection
  - 1991 – A Traditional Christmas Carol Collection (Coro COR16043)
  - 1996 – Early English Christmas Collection. Reeditado como Christus Natus Est: An Early English Christmas